# Zbigniew Dymmek
Zbigniew Dymmek (ur. 29 marca 1896 w Warszawie, zm. 20 kwietnia 1948 w Katowicach) – polski pianista, kompozytor, dyrygent i pedagog.

## Życiorys
Kształcenie muzyczne rozpoczął w Piotrogrodzie w konserwatorium Carskiego Rosyjskiego Towarzystwa Muzycznego, kontynuował w warszawskim Instytucie Muzycznym pod kierunkiem Aleksandra Michałowskiego i Henryka Melcera (fortepian), Romana Statkowskiego (kompozycja) i Emila Młynarskiego (dyrygentura, dyplom w 1921). W latach 1921–1922 przebywał w Lipsku, kształcąc się w zakresie kompozycji u Paula Graenera. Jako dyrygent był przez pewien czas asystentem Arturo Toscaniniego w mediolańskiej La Scali. 1925–1927 był dyrygentem Opery Poznańskiej.
W latach 1928–1938 prowadził swoją klasę fortepianu w Konserwatorium Towarzystwa Muzycznego w Krakowie, a także klasy dyrygentury (1930-1933) oraz orkiestrę uczniowską (1927–1938). W tym samym czasie działał także w Śląskim Konserwatorium Muzycznym, gdzie przez trzy lata wykładał także po wojnie.
Wśród jego uczniów znaleźli się m.in. Maria Bilińska-Riegerowa, Mieczysław Drobner, Wacław Geiger, Adam Kaczyński i Adam Rieger.